# Víctor Vladimir García
Victor Vladimir García Campos (Usulután, El Salvador, 15 de junio de 1995), es un futbolista salvadoreño que juega como mediocampista en el Club Deportivo Águila, de la Primera División de El Salvador.
Debutó en la máxima categoría de El Salvador con el Deportivo Águila en 2016.

## Trayectoria

### Inicios
Inició su carrera deportiva en el Deportivo Santiagueño de la segunda division a partir del año 2012 y se mantuvo en el equipo un año. Poco tiempo después, los equipos de la segunda division vieron las cualidades que poseía garcia.

### Turín FESA F.C.
En el 2013 Garciá fue contratado por el Turín FESA F.C. de la tercera división equipo en el cual se desarrollan a los jóvenes con edad promedio de 17 y 18 años, para disputar los siguientes torneos. Se coronó campeón en el Torneo Apertura 2014 y Torneo Clausura 2015 por la zona Centro Occidente y ascendiendo a 2.ª División profesional directamente.

### Toros F.C.
A inicios del año 2015 es contratado por toros fc de la seguna division, fue uno de los primeros jugadores en el plantel del club. Disputó un total de 14 juegos y anotó 1 gol.

### C.D. Águila
Debutó oficialmente en su primer equipo de Primera División, el cual fue el Club Deportivo Águila.

### C.D. FAS
Debutará en el 2019, en el Club Deportivo Águila

## Clubes
Actualizado al último partido jugado el 11 de mayo de 2025.
| Club Deportivo Águila · El Salvador           | 1.ª                 | 2016                | 5   | 0  | - | - | - | - | 5   | 0  |
| Club Deportivo Águila · El Salvador           | 1.ª                 | 2016-17             | 48  | 5  | - | - | - | - | 48  | 5  |
| Club Deportivo Águila · El Salvador           | 1.ª                 | 2017-18             | 47  | 7  | - | - | 3 | 1 | 50  | 8  |
| Club Deportivo Águila · El Salvador           | 1.ª                 | 2018                | 12  | 0  | - | - | - | - | 12  | 0  |
| Club Deportivo Águila · El Salvador           | Total               | Total               | 112 | 12 | 0 | 0 | 3 | 1 | 115 | 13 |
| Club Deportivo FAS · El Salvador              | 1.ª                 | 2019                | 18  | 2  | - | - | - | - | 18  | 2  |
| Club Deportivo FAS · El Salvador              | 1.ª                 | 2019                | 16  | 1  | - | - | - | - | 16  | 1  |
| Club Deportivo FAS · El Salvador              | Total               | Total               | 34  | 3  | 0 | 0 | 0 | 0 | 34  | 3  |
| Club Deportivo Águila · El Salvador           | 1.ª                 | 2020                | 8   | 0  | - | - | - | - | 8   | 0  |
| Club Deportivo Águila · El Salvador           | 1.ª                 | 2020-21             | 30  | 1  | - | - | - | - | 30  | 1  |
| Club Deportivo Águila · El Salvador           | Total               | Total               | 38  | 1  | 0 | 0 | 0 | 0 | 38  | 1  |
| Club Deportivo Luis Ángel Firpo · El Salvador | 1.ª                 | 2021-22             | 16  | 2  | - | - | - | - | 16  | 2  |
| Club Deportivo Luis Ángel Firpo · El Salvador | Total               | Total               | 16  | 2  | 0 | 0 | 0 | 0 | 16  | 2  |
| Santa Tecla Fútbol Club · El Salvador         | 1.ª                 | 2022-23             | 33  | 6  | - | - | - | - | 33  | 6  |
| Santa Tecla Fútbol Club · El Salvador         | Total               | Total               | 33  | 6  | 0 | 0 | 0 | 0 | 33  | 6  |
| Club Deportivo Luis Ángel Firpo · El Salvador | 1.ª                 | 2023-24             | 42  | 5  | - | - | - | - | 42  | 5  |
| Club Deportivo Luis Ángel Firpo · El Salvador | 1.ª                 | 2024-25             | 40  | 7  | - | - | 4 | 0 | 44  | 7  |
| Club Deportivo Luis Ángel Firpo · El Salvador | Total               | Total               | 82  | 12 | 0 | 0 | 4 | 0 | 86  | 12 |
| Total en su carrera                           | Total en su carrera | Total en su carrera | 315 | 36 | 0 | 0 | 7 | 1 | 322 | 37 |
| (2) No incluye goles en partidos amistosos.   |                     |                     |     |    |   |   |   |   |     |    |

Segunda División de El Salvador
| Club                       | País        | Año         | Partidos | Goles |
| -------------------------- | ----------- | ----------- | -------- | ----- |
| Club Deportivo Santiagueño | El Salvador | 2012 - 2013 |          |       |
| Turín FESA Fútbol Club     | El Salvador | 2013 - 2015 | 18       | 0     |
| Toros F.C.                 | El Salvador | 2015        | 14       | 1     |
| Total:                     | Total:      | Total:      | 32       | 1     |

### Selección nacional
| Selección                                   | Año                 | Partidos | Goles |
| ------------------------------------------- | ------------------- | -------- | ----- |
| El Salvador                                 |                     |          |       |
| 2017                                        | 2                   | 0        |       |
| Total en su carrera                         | Total en su carrera | 2        | 0     |
| Estadísticas hasta el 8 de octubre de 2017. |                     |          |       |